# Najoua Zouhair
Najoua Zouhair (arabe : نجوى زهير), née le 9 août 1978, est une actrice et animatrice de radio tunisienne. Elle dirige par ailleurs des ateliers de théâtre et d'expression corporelle.
Elle est titulaire d'une maîtrise en anglais et relations internationales de l'Institut supérieur des sciences humaines de Tunis.
Entre 2011 et 2012, elle anime l'émission Chocolat chaud sur la radio publique tunisienne RTCI.

## Filmographie

### Cinéma

#### Longs métrages
- 2002 : Poupées d'argile de Nouri Bouzid
- 2003 :
  - L'Odyssée de Brahim Babaï
  - Bedwin Hacker de Nadia El Fani
  - Deadlines de Ludi Boeken et Michael Lerner
- 2004 : Parole d'hommes de Moez Kamoun (ar) : Selma
- 2006 :
  - Fleur d'oubli de Salma Baccar
  -  Bin El Widyene de Khaled Barsaoui
- 2007 : L'Autre moitié du ciel de Kalthoum Bornaz
- 2015 :
  - Les Frontières du ciel de Farès Naânaâ
  - Narcisse de Sonia Chamkhi
- 2017 : El Jaida de Salma Baccar
- 2019 : Un divan à Tunis de Manele Labidi
- 2020 : L'Homme qui a vendu sa peau de Kaouther Ben Hania : Siostra Sama

#### Courts métrages
- 2004 :
  - Coming soon de Elyes Zrelli
  - Casting pour un mariage de Fares Naânaâ[4]
- 2005 : Normal (Nesma wa Rih) de Lassaad Dkhili[5]

### Télévision

#### Séries
- 2000 : Mattous de Hamadi Arafa
- 2002 : Mahkitlekchi
- 2003 : Ya Msaharni de Moncef Dhouib
- 2004 : Loutil de Slaheddine Essid
- 2005 : Halloula w Slouma d'Ibrahim Letaïef
- 2005 et 2008 : Choufli Hal (invitée d'honneur de l'épisode 13 de la saison 1 et de la saison 5) de Slaheddine Essid
- 2010 : Nsibti Laaziza (saison 1) de Slaheddine Essid
- 2012 : Dar Louzir de Slaheddine Essid (invitée d'honneur)
- 2013 : Yawmiyat Imraa de Khalida Chibeni : Mariem
- 2016 : Warda w Kteb d'Ahmed Rjeb : Monia
- 2016-2017 : Flashback de Mourad Ben Cheikh : Nihel
- 2017 : La Coiffeuse (ar) (invitée d'honneur de l'épisode 1) de Zied Litayem : Ghalia

#### Téléfilms
- 2003 : Khota Fawka Assahab d'Abdellatif Ben Ammar : Arem
- 2007 : Le Sacre de l'homme de Jacques Malaterre

### Vidéos
- 2010 : spot publicitaire pour la marque de fromage tunisienne Fromy
- 2014 : participation à la vidéo de la campagne de lutte contre les violences faites aux femmes de l'association Beity Tunisie ; la vidéo est réalisée par Hinde Boujemaa[6]

## Théâtre
- 2001 : Ahbed, mise en scène de Béchir Drissi
- 2013 : N'enterrez pas trop vite Big Brother, texte de Driss Ksikes et mise en scène de Catherine Marnas
- 2015 : Plateau, adaptation libre de Nekrassov de Jean-Paul Sartre, mise en scène de Ghazi Zaghbani[7]

## Spectacles
- 2000 : Ali Riadhi (spectacle d'ouverture du Festival international de Carthage), mise en scène de Béchir Drissi
- 2005 : La Danse du violon (spectacle de clôture du Festival international de Carthage en hommage à Ridha Kalaï) de Mounir Argui